# Žores Ivanovič Alfjorov
Žores Ivanovič Alfjorov (Vitebsk, 15. ožujka 1930. – Sankt Peterburg, 1. ožujka 2019.) – ruski fizičar, izumitelj i političar bjelorusko-židovskog porijekla, dobitnik Nobelove nagrade za fiziku 2000. godine zajedno s Herbertom Kroemerom za "za razvoj heterostruktura poluvodiča korištenih u elektronici visokoh brzina i optoelektronici" Iste godine nagradu je dobio i engleski fizičar Jack St. Clair Kilby. 
Rođen je od oca Bjelorusa i majke Židovke 15. ožujka 1930. u gradu Vitebsku, koji je sada u Bjelorusiji, a u vrijeme njegova rođenja bio je dio Sovjetskog Saveza. U Vitebsku je rođen i slavni bjeloruski slikar Marc Chagall.
Studirao je elektroniku u Elektrotehničkom institutu "V. I. Ulyanov" u Sankt Peterburgu, gdje je i diplomirao 1952. godine. Od 1953. godine radio je na Ioffe institutu Sovjetske akademije znanosti, kasnije Ruske akademije znanosti. Tamo postiže doktorat iz fizike i matematike 1970. godine. Godine 1972., izabran je za akademika pri Ruskoj akademiji znanosti, čiji je potpredsjednik od 1979. godine. Od 1995. godine zastupnik je u ruskom parlamentu (Duma), gdje je predstavnik Komunističke stranke Ruske Federacije.
Dobitnik je brojnih nagrada među kojima je najznačajnija Nobelova nagrada za fiziku 2000. godine.
Po njemu je nazvan asteroid 3884 Alfjorov u asteroidnom pojasu.